# Illusions de l'informatique distribuée
Les Illusions de l'informatique Distribuée sont un ensemble de présupposés courants, mais inexacts, qu'ont généralement les programmeurs qui débutent en programmation d'applications distribuées. Voici un résumé de ces illusions :
1. Le réseau est fiable.
2. Le temps de latence est nul.
3. La bande passante est infinie.
4. Le réseau est sûr.
5. La topologie du réseau ne change pas.
6. Il y a un et un seul administrateur réseau.
7. Le coût de transport est nul.
8. Le réseau est homogène.

## Historique
La liste de ces illusions est apparue au sein de Sun Microsystems. Bill Joy et Tom Lyon sont considérés comme les pères des quatre premières illusions. L. Peter Deutsch en a ajouté trois, et, en 1994, il a contribué à leur popularité en leur donnant le nom des « Sept illusions de l'informatique distribuée » (anglais : « The Seven Fallacies of Distributed Computing »). Vers 1997, James Gosling, un des pères du langage Java, a ajouté une huitième illusion.